# Ernst Mackensen (Bauingenieur)
Ernst Mackensen, vollständiger Name Friedrich Anton Ernst Mackensen, (* 6. September 1840 in Gandersheim; † 31. Juli 1909 in Konstantinopel-Pera) war ein deutscher Bauingenieur, preußischer Baubeamter und privatwirtschaftlicher Eisenbahn-Manager.

## Leben
Ernst Mackensen studierte von 1858 bis 1861 am Polytechnikum Braunschweig. Anschließend arbeitete er bis 1865 als Ingenieurassistent bei der Herzoglich Braunschweigischen Eisenbahn-Verwaltung, dann bei der Hannöverschen Südbahn. Ab 1868 war er beim Bau der Hamburg-Venloer Bahn tätig, ab 1870 für deren Eigentümerin, die Köln-Mindener Eisenbahn-Gesellschaft, in Köln. Bei deren Verstaatlichung 1881 wurde er in den preußischen Staatsdienst übernommen und erhielt 1882 den Titel Bau- und Betriebsinspektor. Nachdem er zunächst lange Jahre Bauprojekte im Zuständigkeitsbereich der Königlichen Eisenbahn-Direktion Köln betreut hatte, wurde er 1892 zur Königlichen Eisenbahn-Direktion Bromberg versetzt.
Nachdem Mackensen bereits mehrmals mit Einverständnis seiner Vorgesetzten als Gutachter für privatwirtschaftliche Eisenbahngesellschaften tätig geworden war, wurde er ab 1893 längerfristig beurlaubt, um sich dem vom Deutschen Reich unterstützten und von deutschen Banken finanzierten Eisenbahnbau im Osmanischen Reich zu widmen. Zunächst wurde er technischer Direktor der Gesellschaft für den Bau der Bahn Eskischehir – Konia mbH, wobei er zum wiederholten Male mit dem Bauunternehmer Philipp Holzmann zusammenarbeitete. Die 1896 erfolgreich abgeschlossenen Bauarbeiten trugen ihm zwei osmanische Orden ein. Es schlossen sich Planungs-Vorarbeiten für die Bagdad-Bahn und weitere Eisenbahnprojekte an. Da für seine Tätigkeit im Osmanischen Reich kein Ende absehbar war, schied er im Sommer 1901 auf eigenen Antrag endgültig aus dem preußischen Staatsdienst aus.

## Varia
Seine Arbeit brachte Mackensen preußische Titel (Geheimer Baurat) und Orden (Kronen-Orden III. Klasse) ein, aber auch weitere osmanische Auszeichnungen ein.
1907 verlieh ihm außerdem die Technische Hochschule Dresden die Ehrendoktorwürde als Dr.-Ing.